# 流溢说
流溢說（Emanationism）是一種出現在某些宗教與哲學體系中的宇宙學或天體演化學理論，提出了「流溢」的概念。根據這一理論，「流溢」源自拉丁語emanare，意為「流出」或「傾瀉而出」。流溢說認為，所有存在的事物皆由「第一實在」或「第一原理」派生而來。在流溢觀念中，萬物依次經歷降階的過程，從這一第一實在或完美的神逐漸退化，每次降階後，流溢出的存在物相較於前者變得愈發不純、不完美，也愈不神聖。流溢說主張一個超越的原則是萬物的來源，這與創造論形成對比（創造論認為宇宙由一位有意識且與其創造物分離的神創造）；同時也與唯物主義相異，唯物主義不認為現象背後存在任何主觀或本體論性質，而是將所有現象視為內在自足的存在。

## 起源
流溢說是一種宇宙學理論，主張萬物從一個基礎原則或實在「流出」，這個原則通常被稱為「絕對」或「神源」。任何涉及流溢的教義通常都反對「無中生有」的創造論，因為流溢說認為萬物自古以來就已存在，並非從「虛無」中被「創造」出來的。

克萊曼在2007年寫道：
傳統宇宙觀的世界觀基礎是認為宇宙是單一神聖原則的流溢。儘管這一理念已與主要一神教宗教的啟示性創造主義教義相融合，但正統神學家通常對其持懷疑態度。他們將其歸入神秘主義、泛神論與神秘學等陰影範疇，而這些範疇始終與正統教義相對立。傳統觀點的核心可歸納為普羅提諾所闡明的流溢教義。